# Concha Acústica do Distrito Federal
A Concha Acústica do Distrito Federal é um espaço cultural de Brasília, a capital brasileira, voltada a espetáculos ao ar livre. Considerada o primeiro espaço para grandes shows da cidade, fica as margens do lago Paranoá, no Setor de Clubes Esportivos Norte, ao lado do Museu de Arte de Brasília.
Projetada por Oscar Niemeyer, foi inaugurada oficialmente em 1969, apesar de ter recebido shows antes disso, e foi doada pela Terracap à Fundação Cultural de Brasília, que é a atual Secretaria de Estado da Cultura e Economia Criativa do Distrito Federal, gestora do local.

## História

Niemeyer fez o projeto da Concha.

A Concha recebeu seus primeiros espetáculos na inauguração de Brasília em 1960, com a apresentação do Balé Municipal do Rio de Janeiro. Em 1967 foi realizado um show com Roberto Carlos, Erasmo Carlos e Wanderléa, assistido por mais de 25 mil pessoas. Entretanto, ela só seria inaugurada oficialmente em 1969. Nos anos 1970, o espaço seria menos usado, com destaque para um novo show de Roberto Carlos em 1971.
Nos anos 1980 e 1990, passaram pela Concha grandes artistas como Arnaldo Antunes, Djavan, Caetano Veloso, Gilberto Gil, Rita Lee, Nando Reis, e também bandas como Capital Inicial e Pato Fu. 
Em 2001, a concha foi fechada e foi reformada, sendo reaberta em 2003. Entre 2013 e 2014, a estrutura passou por nova reforma.

## Características
|                                                             |  |                                                  |
| A concha fica em um nível mais baixo em relação aos bancos. |  | A vista dos bancos, com o Lago Paranoá ao fundo. |

O projeto arquitetônico de Oscar Niemeyer tinha como mote integrar a arquitetura com a natureza. 
A concha tem uma área construída de 8 435,12 metros quadrados, sendo 29 750 metros quadrados de extensão total. Sua estrutura é composta por três projeções retangulares, uma plataforma trapezoidal e uma parte circular côncava. A concha em si tem 42 metros de comprimento e cinco metros de altura. A parte do palco fica mais baixa que a dos bancos, num formato de anfiteatro. 
Os bancos de concreto - duzentos no total - são distribuídos em trinta fileiras e tem capacidade para 30 pessoas em cada. A capacidade total do espaço é de cinco mil pessoas.